# Chathamschnäpper
Der Chathamschnäpper (Petroica traversi, englische Bezeichnung Chatham Island Robin oder Black Robin) ist eine neuseeländische Vogelart, die endemisch nur auf den Chatham-Inseln vorkommt.

## Beschreibung
Die Größe des Chathamschnäppers beträgt zirka 15 cm. Das Gewicht des Männchens liegt bei zirka 25 g, das Weibchen ist mit etwa 22 g ein wenig leichter. Das Gefieder ist komplett schwarz. Die Flugfähigkeit ist zwar noch gut erhalten, doch fliegen die Chathamschnäpper nur kurze Strecken von Ast zu Ast und zum Boden.

## Bedrohung und Schutz
Ursprünglich hatte der Vogel auf den Inseln keine natürlichen Feinde. Mit der Besiedelung der Inselgruppe und der damit einhergehenden Einschleppung von Nesträubern bzw. Raubtieren (beispielsweise Hauskatzen) wurde die Art bis an die Grenze der Ausrottung dezimiert.
1972 fanden Wildhüter nur 18 Chathamschnäpper auf Little Mangere Island. 1976 lebten davon nur noch sieben Exemplare, 1980 starben weitere zwei Vögel und kein Paar hatte gebrütet. Unter den fünf überlebenden Vögeln befand sich nur noch ein fortpflanzungsfähiges Weibchen, das unter dem Namen Old Blue bekannt wurde. Dadurch wurde 1981 der Chathamschnäpper zu einer der seltensten Vogelarten weltweit. Die Population hat sich von diesen fünf Exemplaren wieder auf derzeit über 150 Exemplare erholt. Ein besonderes Verdienst bei der Erhaltung dieser Vögel hatte der neuseeländische Ornithologe Don Merton, der mit dieser Rettungsaktion weit über Neuseeland hinaus bekannt wurde und darüber auch ein Buch geschrieben hat. In der Folge „Kakapo“ aus der BBC-Fernsehserie „Die Letzten ihrer Art“ berichtet Stephen Fry von mittlerweile 200 lebenden Exemplaren.
Nach der Roten Liste gefährdeter Arten gilt die Art als stark gefährdet und wird als vulnerable (VU) eingestuft.

## Film und Literatur
- 2005: Marco Polo Hautnah-Dokumentation „Die seltensten Vögel Neuseelands“ (Film über die Rettung des Chathamschnäppers).
- 1992: David Butler, Don Merton: The Black Robin: Saving the World's Most Endangered Bird (engl.), Oxford: Oxford University Press. ISBN 0-19-558260-8
- 2007: Handbook of the Birds of the World Volume 12 Picathartes to Tits and Chickadees.